# Oscar Borchardt
Oscar Borchardt (født 2. november 1845 i Berlin, død 20. oktober 1917 sammesteds) var en tysk retslærd.
Borchardt, der en række år var ansat i bydomstolen i sin fødeby, skrev blandt andet Die geltenden Handelsgesetze des Erdballs (5 bind, 1883-87). Han blev ridder av Nordstjerneordenen 1887.